# Oyashio (destroyer)
Pour les articles homonymes, voir Oyashio (homonymie).
L'Oyashio (親潮) était un destroyer de classe Kagerō en service de la Marine impériale japonaise pendant la Seconde Guerre mondiale.

## Historique
Après l'attaque de Pearl Harbor, l'Oyashio rejoint la 15e Division de destroyer de la 2e Flotte et est déployé à Palaos, escortant le porte-avions Ryūjō et le mouilleur de mines Itsukushima (en) pour l'invasion du sud des Philippines.
Début 1942, il participe à l'invasion des Indes orientales néerlandaises, accompagnant les forces d'invasion à forces d'invasion à Manado, Kendari et Ambon en janvier et à Makassar, Timor et Java en février. Le 9 février, il sauve des survivants du Natsushio et le 5 mars participe au naufrage d'un mouilleur de mines de la Royal Navy en compagnie du Kuroshio. Fin mars, il revient à Célèbes, au district naval de Sasebo, en compagnie du Kaga.
Fin avril, l'Oyashio est déployé à partir de Kure comme navire de soutien pour l'occupation de Cagayan. Début mai, il retourne à Kure, qu'il atteint le 17, en compagnie du porte-avions endommagé Shōkaku. Début juin, il est déployé sur Saipan en escortant un convoi de troupes pour la bataille de Midway.
À la mi-juin, il sert de navire d'escorte pour les croiseurs en prévision d'un deuxième raid sur Ceylan, mais l'opération est annulée au moment où le navire atteint Mergui, en Birmanie.
Il sert alors d'escorte pour les croiseurs Kumano et Suzuya entre Balikpapan et les îles Salomon. Au cours de la bataille des Salomon orientales il fait partie de la Force de l'amiral Nobutake Kondō mais il ne participe à aucun combat. Durant le mois de septembre, il patrouille entre Truk et Guadalcanal. En octobre, il effectue des opérations “Tokyo Express” à Guadalcanal. Ces opérations se poursuivent à mi-février 1943. Au cours de la bataille de Santa Cruz, il fait partie de la Force de l'amiral Takeo Kurita. Après la bataille, il revient aux îles Shortland en compagnie des Maya et Suzuya. Au cours de la bataille navale de Guadalcanal du 13 au 15 novembre, l'Oyashio lance une attaque à la torpille contre le cuirassé américain USS Washington. Après la bataille, il revient à Rabaul avec le croiseur Chōkai. Le 21 novembre, il quitte le port pour porter assistance à l'Umikaze. Au cours de la bataille de Tassafaronga le 30 novembre, l'Oyashio torpille le croiseur américain USS Northampton.
Le 9 février, l'Oyashio retourne à Kure en compagnie du transport de troupes Hakozaki Maru pour subir des réparations. Il revient à Truk le 10 avril avec les porte-avions Chūyō et Taiyō. Fin avril, il stationne aux îles Shortland et sert de transport de troupes.
Dans la nuit du 7 au 8 mai 1943, alors qu'il transporte des troupes en compagnie du Kuroshio, le navire touche une mine juste après avoir quitté Kolombangara. Alors que le navire est en perdition, il subit une attaque aérienne qui le coule définitivement à la position géographique 8° 08′ S, 156° 55′ E, emportant 91 hommes. Son sister-ship coula également.
Il est rayé des registres le 20 juin 1943.